# ام‌اس ماساراه
ام‌اس ماساراه (به انگلیسی: MS Masarrah) یک کشتی است که طول آن ۱۲۹٫۲ متر (۴۲۳ فوت ۱۱ اینچ) می‌باشد. این کشتی در سال ۱۹۷۷ ساخته شد.